# 垫江石磨豆花
垫江石磨豆花是发源于重庆市垫江县的一种辣味豆花。在垫江当地，一份石磨豆花的豆花只有一碗，但米饭可免费添加。
垫江石磨豆花以豆花鲜嫩热乎、佐料香辣爽口为最佳。